# Bayside Canadian Railway
Le Bayside Canadian Railway était une ligne de chemin de fer du Canada construite et exploitée afin de contourner le Jones Act — une loi américaine encadrant les navires effectuant du commerce aux États-Unis. Entre 2012 et avril 2023, elle « transporte » sur ses 70 mètres de longueur des millions de tonnes de poisson surgelé.

## Histoire
Le Jones Act est une loi américaine de 1920 qui oblige les bateaux faisant du cabotage aux États-Unis à être construits aux États-Unis, à battre pavillon américain, à être détenus par un Américain et à avoir un équipage américain,. Une dérogation — le Third Proviso — permet aux navires dont les marchandises font une partie de leur trajet par voie ferroviaire au Canada de ne pas être soumis à cette loi,,. C'est dans le cadre de cette disposition que la société américaine American Seafoods déroge au Jones Act en utilisant 48 kilomètres du chemin de fer du sud du Nouveau-Brunswick pour transporter le colin pêché en Alaska et à destination de la côte est via le canal de Panama — la principale destination de ce poisson est la confection de Filet-O-Fish de McDonald's.
Cependant, en 2012, American Seafoods n'utilise plus les voies du chemin de fer du sud du Nouveau-Brunswick et pour continuer à respecter le Jones Act ce qui lui épargne la mise en place de coûteuses dispositions sur cette route commerciale, fait construire dans la zone portuaire de Bayside, dans le Nouveau-Brunswick, face au Maine de l'autre côté du fleuve Sainte-Croix qui marque la frontière américaine, une petite voie ferrée afin de faire transiter la marchandise en provenance et à destination des États-Unis par une ligne de chemin de fer canadienne. Ce stratagème est contesté par la justice américaine, arguant que le Bayside Canadian Railway n'est pas un chemin de fer de transit et qui obtient sa destruction en avril 2023 en échange de l'annulation de l'amende de 350 millions de dollar réclamée par le fisc américain,.

## Caractéristiques
Cette ligne de chemin de fer mesure seulement 70 mètres de longueur, ne comporte aucun aiguillage, aucun quai et n'est pas électrifiée. Rectiligne, elle est située dans la zone portuaire de Bayside, à proximité immédiate des quais. Les camions chargés de poisson sortis des soutes des navires sont chargés sur une plateforme sur rail et effectuent un court trajet en aller-retour sur quelques mètres, mus par une petite locomotive,. Revenus sur le bitume, ils peuvent alors livrer leur marchandise aux États-Unis par la route.

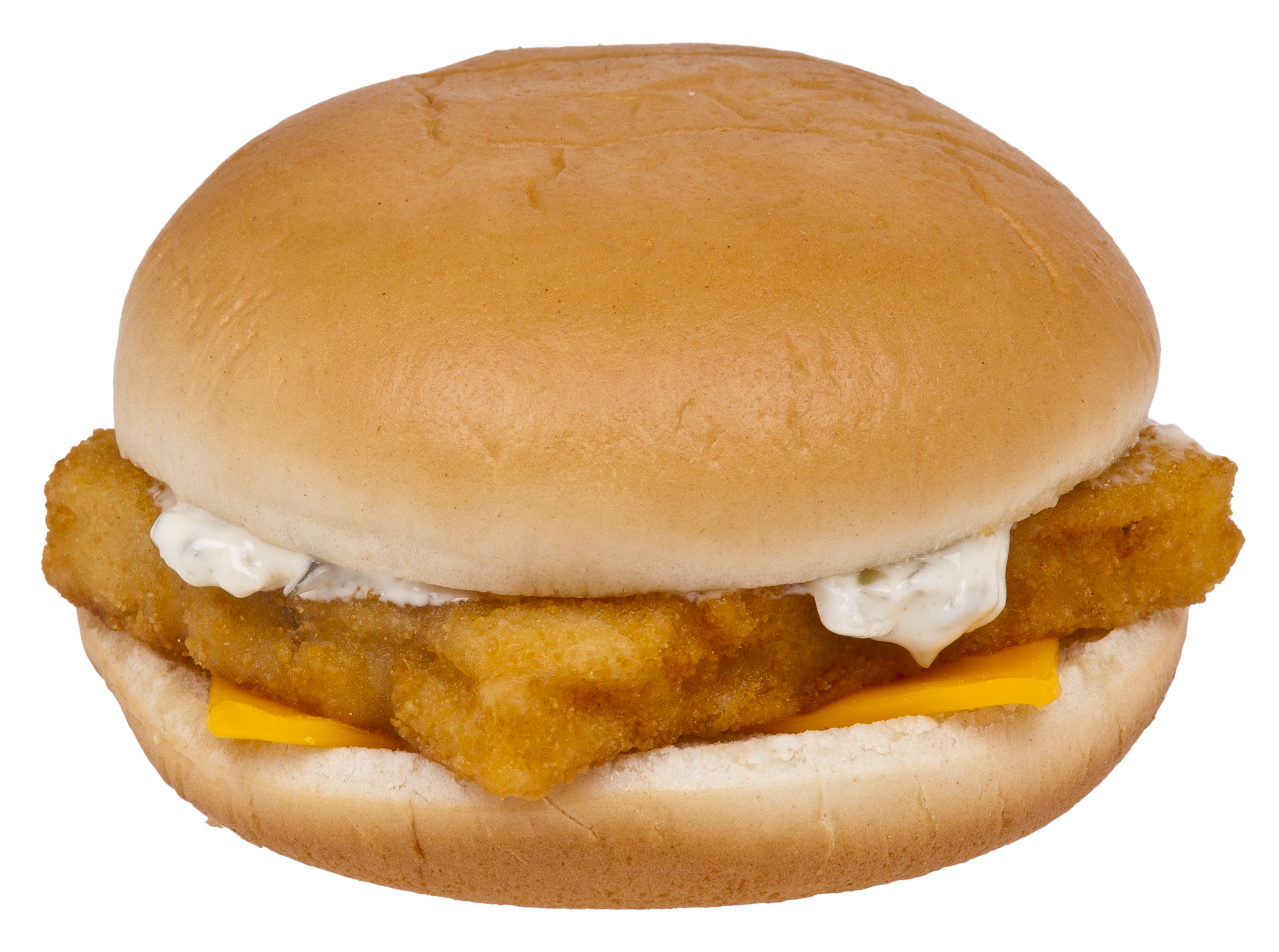
Un Filet-O-Fish de McDonald's dont le colin à destination du marché américain transitait par le Bayside Canadian Railway.